# Övre Ensjön
Övre Ensjön är en sjö i Köpings kommun i Västmanland och ingår i Norrströms huvudavrinningsområde.